# 哈里·列儂
哈里·列儂（英語：Harry Lennon；1994年12月16日—）是一位英格蘭足球運動員。在場上的位置是後衛。他現在效力於英格蘭足球冠軍聯賽球隊查爾頓競技足球俱樂部，曾被外借至吉林漢姆足球俱樂部。

## 外部連結
- 足球数据库：哈里·列儂的球员统计数据